# Полуостров Новгородский
Полуостров Новгородский находится в Хасанском районе Приморского края. На полуострове расположен посёлок Посьет. Назван в 1860-х по названию соседней бухты Новгородская.
С северо-запада полуостров омывается бухтой Экспедиции, с юго-востока бухтой Новгородской. Протяжённость полуострова более 5 км. Ширина в основании 1,4 км, на перешейке в центральной части 0,3 км. Площадь — около 6,77 км².
Высота сопок в основании полуострова около 40 — 60 м, за перешейком находится высшая точка — гора Постовая (116,7 м). Ручьи на полуострове небольшие, пляжи узкие. Лесные массивы встречаются по северо-западной стороне и на склонах г. Постовая. Значительную территорию полуострова занимает населённый пункт Посьет, в котором располагается порт, склады, железнодорожная станция, а также дислоцируется пограничный отряд № 59.